# San José de la Vega
San José de la Vega o Tiñosa es una pedanía perteneciente al municipio de Murcia, en la Región de Murcia (España), situado en los territorios integrados en la Cordillera Sur, en la vega del río Segura. Se consideró un barrio de la pedanía de Beniaján llamado Tiñosa hasta su segregación el 26 de julio de 1990. Ambos núcleos urbanos se encuentran adyacentes lo que hace que mantengan fuertes vínculos territoriales.

## Geografía y Medio Físico
San José de la Vega se encuentra a 4,5 km del centro de Murcia y se sitúa a una altitud media de 66 metros sobre el nivel del mar.
Sus núcleos de población son San José de la Vega, Casas Nuevas y Las Tejeras.
El paisaje de la pedanía se divide en dos unidades: Al norte la Vega del Segura, casi completamente plana, con una altitud entre 39 y 45 m, ocupada por huertos con riego mediante acequias, viviendas unifamiliares y algunas naves industriales; al sur el abanico aluvial de la Rambla del Garruchal que forma un abanico triangular de 1,5 x 1,9 km, con pendiente moderada, altitud entre los 45 y los 85 m y ocupada por los núcleos urbanos entremezclados con gran número de solares (antiguamente cultivados) y algunas instalaciones industriales.

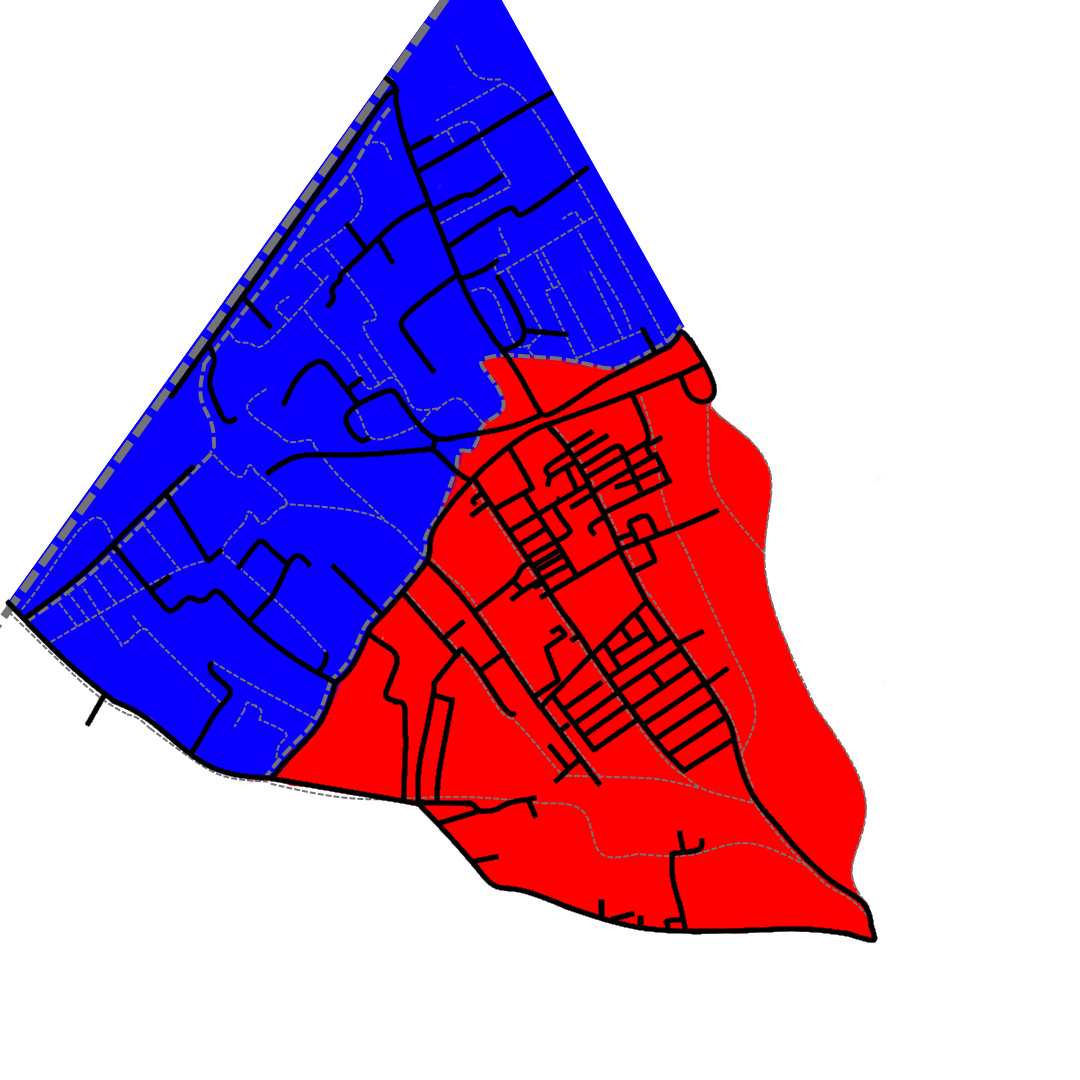
Abanico aluvial [Rojo] Zona huerta (vega del Segura) [Azul

#### Localidades Limítrofes
|                       | Norte: Los Dolores, Beniajan   |                |
| Oeste: Garres y Lages |                                | Este: Beniaján |
|                       | Sur: Garres y Lages y Beniaján |                |

## Deporte
Baloncesto
El C.B. San José, fundado en 1987, es el club de baloncesto de San José de la Vega. Nació gracias al esfuerzo de un grupo de aficionados que llevaron al equipo sénior desde la 2.ª autonómica hasta competir en categorías nacionales.
Hoy en día, el club es un referente del baloncesto en la región, destacando por su trabajo y dedicación a lo largo de los años. Desde 2017, el pabellón de la pedanía lleva el nombre de "Pabellón de San José de la Vega Juan Martínez Marín" en honor a su contribución al deporte local.
Fútbol
El Club de Fútbol Tiñosa F.C.fue fundado oficialmente en 2015 de la mano de su Excmo. Presidente 'Martín Osuna', miembro activo del partido político PSOE en la junta municipal de San José de la Vega. Destacando por su contribución económica y colaboración permanente para conseguir patrocinios.
Años previos a 2015 el equipo ya debutaba partidos amistosos con otros clubes deportivos y entrenaba en el campo de fútbol de Los Garres, además de las pistas de futbol sala de las Escuelas en el Colegio Francisco Noguera Saura.
Considerados popularmente por Las abejas, dado su característico diseño de equipación, similar al camuflaje del insecto.

## Cultura

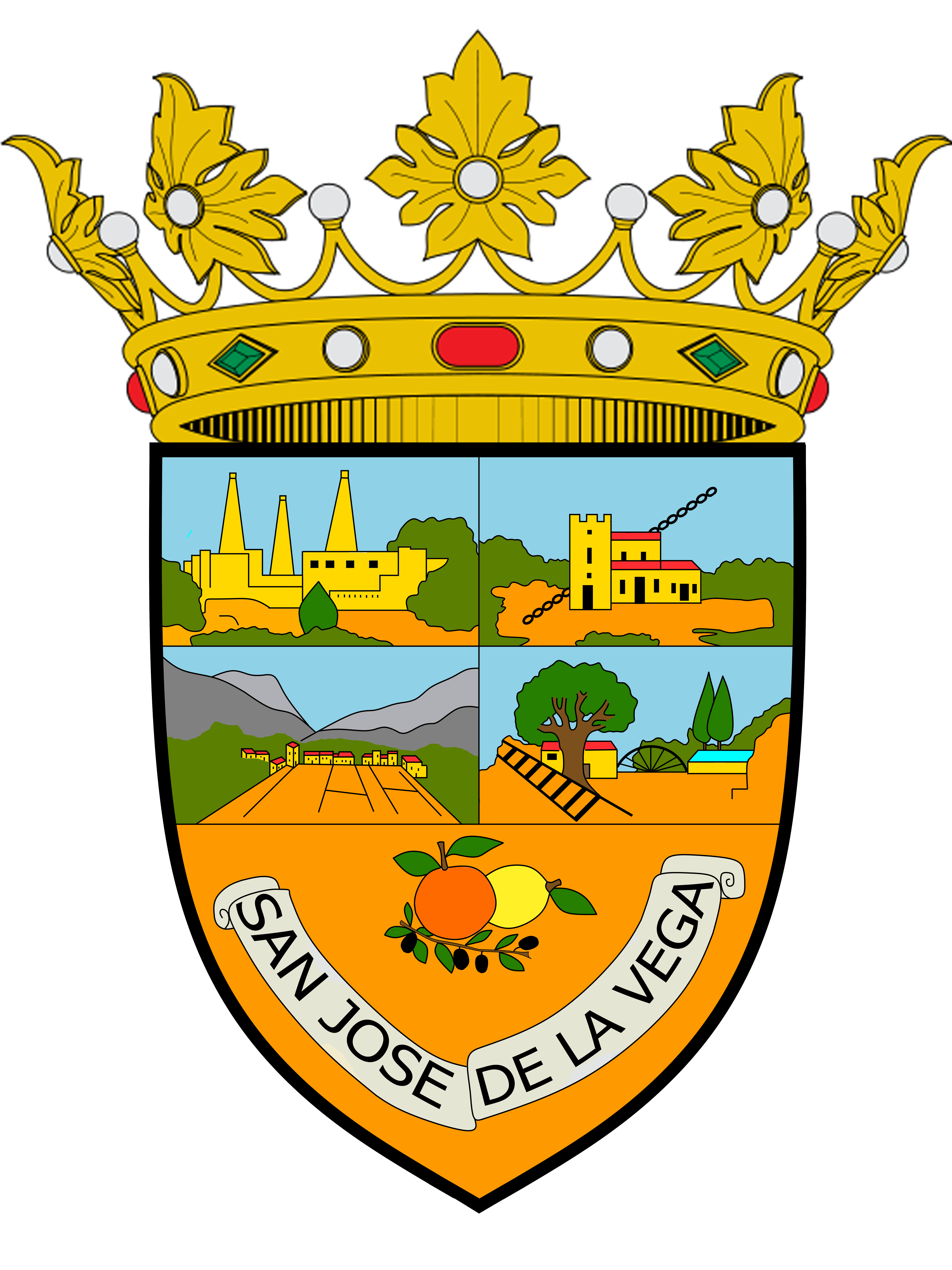

En esta pedanía se encuentra la boquera de Tiñosa usada para el riego de las tierras de cultivo, es un ejemplo del uso 
tradicional de los recursos hídricos. 

Tinyosa con la sierra son mille ccxc tafullas que se reguen de alfayt
Alfonso X

Su funcionamiento ha sido continuo desde la Edad Media hasta finales del siglo XX, manteniendo fértiles y productivos mediante un sistema e secano con el ocasional aporte de las aguas de la rambla del garruchal.

## Etimología
El nombre San José de la vega tiene su origen en los años 70 cuando un reducido grupo de vecinos acompañados del párroco de la localidad, decidieron cambiar el nombre de esta en honor a su patrón San José y a su situación geográfica, en la vega del río Segura.
El nombre Tiñosa es mozárabe y es posiblemente una derivación de tinya o tinna, que se aplicaba a un lugar con grandes claros sin vegetación, dado que la zona era muy productiva en esta época debido al sistema de riego de la rambla del Garruchal se cree que en   principio sería aplicado a la sierra cercana pero se adoptarían los terrenos aledaños.

## Junta Municipal
El alcalde pedáneo es Juan Carlos Moyano de CS
| Fecha     | Alcalde                   | Partido |
| --------- | ------------------------- | ------- |
| 1983-2003 | Antonio Ayala Alférez     | PSOE    |
| 2011-2015 | Álvaro Corvalán Pérez     | PP      |
| 2015-2019 | Lidia Almagro Pérez       | PSOE    |
| 2019-2021 | Antonio José Aráez García | PP      |
| 2021      | Juan Carlos Moyano        | Cs      |

| Partido                   | 2011    | 2015    | 2019    |
| Partido                   | Vocales | Vocales | Vocales |
| Partido Popular (PP)      | 4       | 4       | 3       |
| Partido Socialista (PSOE) | 3       | 2       | 4       |
| Ciudadanos (Cs)           | -       | 1       | 1       |
| VOX (Vox)                 | -       | -       | 1       |
| Cambiemos Murcia          | -       | 1       | -       |
| Ahora Murcia              | -       | 1       | -       |

## Demografía
La población de la pedanía ha crecido un 14,3% en la década de 2008 a 2017, mientras que la del municipio de Murcia en su conjunto sólo lo hizo un 2,9 %. En 2019 de 4862 habitantes en el padrón el 92,1 % eran de nacionalidad española (88,2 % para el conjunto del municipio) y el 7,9% de otras 32 nacionalidades, destacando los ciudadanos de Marruecos (3,7 %), Ecuador (0,8 %) y Colombia (0,6 %).
|      | Gráfico no disponible temporalmente debido a problemas técnicos. |      |      |      |      |      |      |      |      |      |      |      |      |      |      |      |
| 1991 | 1996                                                             | 2006 | 2007 | 2008 | 2009 | 2010 | 2011 | 2012 | 2013 | 2014 | 2015 | 2016 | 2017 | 2018 | 2019 | 2020 |
| 2253 | 2563                                                             | 3756 | 3841 | 4028 | 4154 | 4197 | 4313 | 4368 | 4368 | 4414 | 4476 | 4556 | 4605 | 4756 | 4862 | 5018 |